# Alliance entre agences de presse de 1902
L'alliance entre agences de presse de 1902, premier grand coup de canif au Cartel des agences de presse, est un renouvellement du traité quadripartite des agences de presse signé en 1875 entre l'Associated Press, l'agence Havas, Reuters et l'agence Continentale. Il se traduit par d'énormes concessions territoriales à l''Associated Press américaine, alors en pleine ascension, et un premier recul dans l'histoire de l'agence d'information Havas.

## Histoire
La nouvelle version du traité vise à encadrer la montée en puissance de l'Associated Press pour qu'elle s'effectue dans un cadre profitant au mieux aux clients des quatre agences alliées. Les Américains obtiennent de larges concessions en échange de leur maintien au sein de l'alliance, dont ils commencent à remettre en cause l'intérêt.
Cette alliance nouvelle formule donne à l'Associated Press le droit de couvrir les Philippines, Cuba, Hawaï et Porto Rico comme des territoires exclusifs. Entre 1901 et 1903, l'agence américaine installe par ailleurs quatre bureaux en Europe, à Londres, Berlin, Rome et Paris alors qu'elle ne disposait jusque-là que d'un correspondant à Londres.
Le PDG de l'Associated Press, Melville Stone, négocie leur installation directement avec les chefs d'État. L'Associated Press dispose "d'une puissance formidable avec laquelle il nous faut compter, ses ambitions sont très vastes", écrit en 1902 Henry Houssaye, le directeur général d'Havas, à son associé Herbert de Reuter, patron de Reuters.
La création de deux autres agences américaines ayant la prétention de devenir une agence de presse mondiale et généraliste, l'United Press International en 1907 et l'International News Service en 1909, mènera à un nouveau bouleversement de l'alliance en 1927, encore plus favorable à l'Associated Press et encore plus proche d'une concurrence totale. Cela est  matérialisé par la signature de l'accord du 26 août 1927 sur l'information, prélude à un marché complètement ouvert des agences de presse tel qu'il émergera après la Seconde Guerre mondiale.